# Kouass
Le site de Kouass est un site archéologique situé sur la rive nord de l’embouchure de l’oued Gharifa (l’antique Anides) à 7.5 km au nord de l’actuelle Assilah au Maroc Bien qu’aujourd’hui le site soit situé à environ 1 km des rivages de l’Océan Atlantique, il était dans l’antiquité doté d’un port et relié aux berges du golfe Kôtes décrit dans le périple du Pseudo-Scylax et qui a été graduellement comblé par les alluvions du fleuve.
Il s'agissait d'une petite agglomération à vocation commerciale qui jouissait d’une position avantageuse puisqu’elle était située au carrefour de deux voies l’une longeant la côte en direction de Lixus et une autre vers l’intérieur des terres en direction de Volubilis. De même, comme souligné précédemment, elle était directement reliée à la côte. Le site est occupé dès le VIe s. av. J.-C. durant la période dite Maurétanienne archaïque et abandonné vers 50-30 av. J.-C. pour être ensuite réoccupé durant le Moyen-Âge.

## Toponymie et chronologie

### Toponymie
Le nom de « Kouass » est issu de l’arabe signifiant « arcades ». Il s’agit d’une référence à l’aqueduc romain du site et ses arceaux de voutes.

### Chronologie
Les fouilles entreprises sur le site depuis 2009 dans le cadre du programme quadriennal « Recherches archéologiques franco-marocaines à Kouass » co-dirigé par V. Bridoux et M. Kbiri Alaoui ont permis d'établir une chronologie du site qui se subdivise en plusieurs périodes : 
- Période maurétanienne archaïque (antérieure au Ve s. av. J.-C.)
- Période maurétanienne ancienne (Ve-IVe s. av. J.-C.)
- Période maurétanienne moyenne (IIIe-IIe s. av. J.-C.)
- Période maurétanienne récente (Ier s. av. J.-C.)
- Période islamique (XIIe-XVe s.)[5].

## Histoire

### Période maurétanienne
Les fouilles entreprises sur le site démontrent qu’il est occupé depuis au moins le VIe s. av. J.-C. Cependant V. Bridoux suggère qu'il pourrait être plus ancien d’après la découverte d’amphores de type Rachgoun 1 dans certains remblais de fouilles.
Le site connut son apogée durant le Ve et IVe s. av. J.-C. et s’insère dans un circuit d’échanges particulièrement intense avec les cités du « Cercle du Détroit ». En effet, la céramique locale et régionale du type dit du « Cercle du Détroit » est prédominante et démontre bien les liens étroits que l’agglomération avait tissée avec les cités du sud de la péninsule ibérique et notamment ceux de la région de Cadix (Gadès). De même, les fouilles permirent la découverte d’importations méditerranéennes du Levant ibérique, d’Ibiza, de Sardaigne, d’Italie méridionale, de Grèce et de Carthage,. Au cours du IIe s. av. J.-C., les principales importations proviennent d’Espagne et d’Italie et sont représentées par une céramique campanienne du groupe B, de la céramique ibérique, des amphores Dressel 1 et Maña C2b.
Très tôt, le site présente une véritable trame urbaine avec son plan orthogonal, ses constructions monumentales, des voies pavées, des terrasses aménagées, des îlots d’habitations mais aussi une enceinte défensive épaisse de 1.20m à 1.50m.
Des bijoux de type phénico-punique ont été découverts sur le site et remonteraient aux Ve-IVe s. av. J.-C. Cet ensemble comprend un médaillon en argent incrusté d’éléments en or et de sa maille en argent, d’éléments de bracelet ou de collier en argent, d’un tube en argent ciselé, d’une boucle d’oreille en or, de pendentifs en or et en argent, d'une bague en verre, de plus de 500 perles en argent, en corail, en cornaline ou en pâte de verre et un scarabée en stéatite portant un décor incisé. L’ensemble de ces bijoux a été retrouvé dans un contexte de destruction de la fin du IVe s. av. J.-C., ce qui explique probablement sa conservation.
Une structure monumentale quadrangulaire est située sur la pente Nord-Est du site et semble remontée au IVe s. av. J.-C. Il s’agirait d’une structure à vocation cultuelle se caractérisant par une architecture faite de soubassements de galets plats et d’élévations de terre crue. L’architecture du monument présente aussi de nombreuses similarités avec certains sanctuaires à ciel ouvert phénico-puniques notamment ceux de Kerkouane, Thinissut mais surtout celui du site d’Abul A au Portugal. Le monument se compose d’une cour quadrangulaire et dallée d’approximativement 6 m de côté présentant en son centre une structure de forme carrée de 2 m de côté. De plus, une autre structure monumentale quadrangulaire est situé sur le point le plus élevé du plateau de Kouass et remonterait d'après les tessons de céramique et monnaies découvertes in situ au IIIe- Ie s. av. J.-C. Il s'agit d'une structure fortifiée solidement bâtis que M. Ponsich considère comme un camp préromain et F. López Pardo comme un entrepôt d'amphores.
Plusieurs ateliers y furent aussi découverts et notamment des ateliers en lien avec une activité métallurgique qui est antérieur au moins au Ie s. av. J.-C. En atteste la découverte de scories de fer en différents points du site, d'une dizaine de foyers et d'une tuyère.
Le site semble être abandonné vers 50-30 av. J.-C. peut être en lien avec une intervention militaire de Bocchus II ou la fondation non loin du site de la colonie romaine de Iulia Constantia Zilil entre 33 et 25 av. J.-C..

### Période romaine
Le site ayant été abandonné, peu de vestige et d'artéfacts ont été signalés pour cette période. Cependant M. Ponsich signale la présence de quatre usines de salaisons dans les alentours du site remontant au Ier et IIIe s. ap. J.-C. et qui pourraient avoir été déjà en fonction durant la période préromaine. On signale aussi la présence d'un aqueduc perpendiculaire à la côte et long d'environ 750m et qui semble avoir été bâtis pour transporter de l'eau jusqu'à un port de la côte. Il était à l'origine composé de 81 arches de 1.25m de large et était en partie souterrain.

### Période médiévale
Le site est réoccupé entre le XIIe et XVe s. ap. J.-C. d'après la découverte d'imposantes fosses, de céramiques d'époque islamiques et notamment les types glaçurées d'époque mérinide mais aussi de la datation d'ossements d'animaux. La céramique d'époque islamique représente près d'un quart du mobilier céramique découvert et atteste donc bien d'une intense activité et occupation du site durant cette époque. Le répertoire de cette céramique est celui des grands centres du monde andalou-maghrébin. Toutefois il semblerait que certaines formes soient plus anciennes et indiqueraient l’existence de phases d’occupation antérieures. Les fouilles ont aussi permit la découverte d'une monnaie d’Ifriqiya, datée du milieu du VIIIe s. ap. J.-C. et d’après l'analyse de M. El Hadri, il s’agit d’un fals frappé à Kairouan vers 759 ap. J.-C. Ces découvertes permettent d'identifier Kouass à la « Nebroch » décrite par Al Bekri au XIe s. ap. J.-C et qui était d'après lui un bourg habité par des Louata.

## Architecture
L’architecture du site se caractérise dans son ensemble par l’usage extensif de briques crues, d’assises en galets d’oueds et moellons liés par de la terre, de parements recouverts d’argile ou de chaux et de sols en terre battue et dans certains cas revêtus de chaux.

## Régime alimentaire
L'analyse des ossements a permis d'établir les préférences alimentaires des habitants du site durant les époques maurétanienne et médiévale et notamment de définir leur régime carné. Elle démontre la prédominance des espèces domestiques et surtout du bœuf. Elles sont représentées par le bœuf (Bos taurus domesticus), le mouton (Ovis aries) ou la chèvre (Capra hircus), le porc (Sus scrofa domesticus), le cheval (Equus caballus), l’âne (Equus asinus), le chien (Canis familiaris) et le coq (Gallus gallus). Les espèces sauvages ne représentent qu’un infime pourcentage du total et sont représentés par le sanglier (Sus scrofa scrofa), le porc-épic (Hystricidae), le canard (Anas sp.), le thon (Thunnus sp.), poissons de la famille du Mérou, la tortue terrestre, l’antilope et le lapin. Le bœuf constituait la majeure partie du régime carné de ses habitants et ils semblent avoir été principalement élevés pour cela alors que les chevaux n’étaient pas consommés. La période médiévale voit l'apparition du dromadaire, une baisse drastique de la consommation de porc, une augmentation de la consommation d'ovins et de caprins au détriment du boeuf et une légère augmentation de la consommation d'oiseaux.